# You Belong with Me
You Belong with Me (englisch für „Du gehörst zu mir“) ist ein Lied der US-amerikanischen Country- und Popsängerin Taylor Swift aus dem Jahr 2008.

## Entstehung und Veröffentlichung

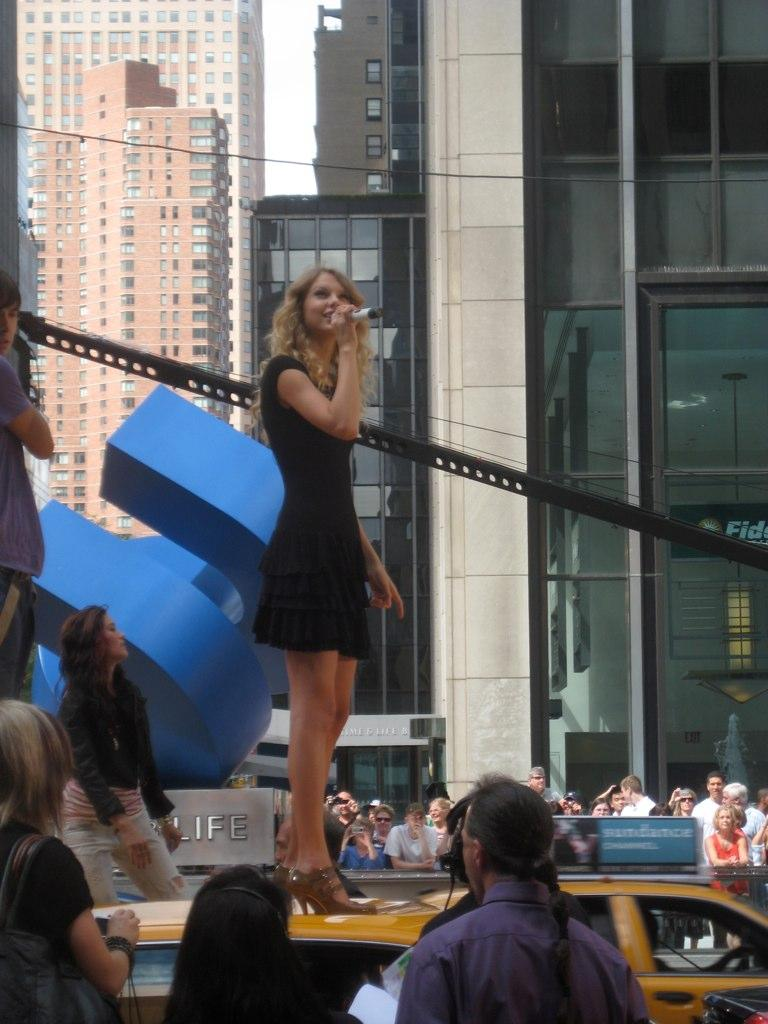
Taylor Swift singt You Belong with Me bei den Proben zu den MTV Video Music Awards 2009

Das Lied wurde von der Interpretin selbst, zusammen mit Koautor Liz Rose, geschrieben beziehungsweise komponiert. Swift zeichnete zudem auch, zusammen mit Nathan Chapman, für die Produktion verantwortlich.
Die Erstveröffentlichung von You Belong with Me erfolgte als Teil von Swifts zweitem Studioalbum Fearless am 11. November 2008 bei Big Machine Records. Am 18. April 2009 erschien das Lied als vierte Singleauskopplung aus dem Album. Im deutschsprachigen Raum erschien unter anderem eine 2-Track-CD-Single am 30. Oktober 2009, mit der B-Seite Love Story (Stripped) (Katalognummer: 2709120).
Um das Lied zu bewerben, erfolgte unter anderem ein Liveauftritt während der Verleihung der MTV Video Music Awards 2009.

## Preise
Auszeichnungen
Das unter der Regie von Roman White gedrehte Musikvideo zu You Belong with Me wurde bei den MTV Video Music Awards 2009 mit dem Preis „Best Female Video“ ausgezeichnet.
Nominierungen
Am 2. Dezember 2009 wurde der Titel für drei Grammys in den Kategorien Song des Jahres, Single des Jahres und Beste weibliche Gesangsdarbietung – Pop nominiert.

## Kommerzieller Erfolg

### Chartplatzierungen
| ChartsChartplatzierungen               | Höchstplatzierung | Wochen |
| -------------------------------------- | ----------------- | ------ |
| Schweiz (IFPI)                         | 58 (7 Wo.)        | 7      |
| Vereinigte Staaten (Billboard)         | 2 (50 Wo.)        | 50     |
| Vereinigte Staaten (Billboard Country) | 1 (19 Wo.)        | 19     |
| Vereinigtes Königreich (OCC)           | 30 (16 Wo.)       | 16     |

| ChartsJahrescharts (2009)              | Platzierung |
| -------------------------------------- | ----------- |
| Vereinigte Staaten (Billboard)         | 11          |
| Vereinigte Staaten (Billboard Country) | 13          |

| ChartsJahrescharts (2010)      | Platzierung |
| ------------------------------ | ----------- |
| Vereinigte Staaten (Billboard) | 57          |

### Auszeichnungen für Musikverkäufe
| Land/Region                  | Auszeichnungen für Musikverkäufe (Land/Region, Auszeichnung, Verkäufe) | Verkäufe  |
| ---------------------------- | ---------------------------------------------------------------------- | --------- |
| Australien (ARIA)            | 9× Platin                                                              | 630.000   |
| Brasilien (PMB)              | 3× Platin                                                              | 180.000   |
| Dänemark (IFPI)              | Platin                                                                 | 90.000    |
| Japan (RIAJ)                 | Platin                                                                 | 250.000   |
| Kanada (MC)                  | 2× Platin                                                              | 160.000   |
| Neuseeland (RMNZ)            | 3× Platin                                                              | 90.000    |
| Spanien (Promusicae)         | Platin                                                                 | 60.000    |
| Vereinigte Staaten (RIAA)    | 7× Platin                                                              | 7.000.000 |
| Vereinigtes Königreich (BPI) | Platin                                                                 | 600.000   |
| Insgesamt                    | 28× Platin ·                                                           | 9.060.000 |

Hauptartikel: Taylor Swift/Auszeichnungen für Musikverkäufe/Lieder

## You Belong with Me (Taylor’s Version)
Am 9. April 2021 veröffentlichte Swift eine Neueinspielung des Liedes auf ihrem Album Fearless (Taylor’s Version). Für die Produktion arbeitete Swift hierbei mit Christopher Rowe zusammen.

### Chartplatzierungen
| ChartsChartplatzierungen               | Höchstplatzierung | Wochen |
| -------------------------------------- | ----------------- | ------ |
| Vereinigte Staaten (Billboard)         | 75 (1 Wo.)        | 1      |
| Vereinigte Staaten (Billboard Country) | 16 (2 Wo.)        | 2      |
| Vereinigtes Königreich (OCC)           | 52 (1 Wo.)        | 1      |

### Auszeichnungen für Musikverkäufe
| Land/Region                  | Auszeichnungen für Musikverkäufe (Land/Region, Auszeichnung, Verkäufe) | Verkäufe |
| ---------------------------- | ---------------------------------------------------------------------- | -------- |
| Australien (ARIA)            | 2× Platin                                                              | 140.000  |
| Brasilien (PMB)              | Platin                                                                 | 40.000   |
| Neuseeland (RMNZ)            | Platin                                                                 | 30.000   |
| Polen (ZPAV)                 | Gold                                                                   | 25.000   |
| Vereinigtes Königreich (BPI) | Platin                                                                 | 600.000  |
| Insgesamt                    | 1× Gold · 5× Platin ·                                                  | 835.000  |

Hauptartikel: Taylor Swift/Auszeichnungen für Musikverkäufe/Lieder